# Нечаєв Степан Дмитрович
Степан Дмитрович Нечаєв (рос. Степа́н Дми́триевич Неча́ев; (нар.. 18 (29) липня 1792, Полібіно, Данковський повіт, Рязанська губернія — 5 (17) вересня 1860, Сторожова Слобода, Данковський повіт, Рязанська губернія) — російський історик, археолог-любитель і чиновник (сенатор, дійсний таємний радник). З 1833 р. до 1836 р. — обер-прокурор Святійшого урядового синоду.
Відомий головним чином як популяризатор й ініціатор меморіалізації можливого місця Куликовської битви на землях свого маєтку.

## Життєпис
Син багатого поміщика Дмитра Степановича Нечаєва (1742—1820) від шлюбу його з Ганною Іванівною Сіверс (1764—1834). Його рідна сестра Феодосія Дмитрівна (1795—1850) була одружена з С. П. Жихаревим. Батько, який займав виборну посаду предводителя дворянства Данковського повіту, володів у ньому садибою Полібіно.
Отримав домашню освіту і, склавши іспити за Московський університет, в 1811 році отримав місце праці в Колегії іноземних справ. Через три місяці його оприділили в канцелярію ризького військового губернатора князя Я. І. Лобанова-Ростовського, при якому знаходився до 12 грудня 1812 року. Вступив у таємне масонське товариство.
У 1814 році (8 жовтня) Нечаєв був призначений почесним доглядачем Скопінського училища, в 1817—1823 роках перебував директором училищ Тульської губернії (і директором Тульської гімназії). У Тулі він відкрив Ланкастерську школу, чотири пансіони та кілька інших училищ. Перебуваючи за князя Д. В. Голіцина з особливим дорученням (з 9 січня 1824 року) Нечаєв багато працював для різних благодійних установ Москви, а також і на Комітет для розгляду прохань, що подаються на найвище ім'я.
Пам'ятник на честь перемоги на Куликовому полі, споруджений за ініціативою С. Д. Нечаєва в 1848 році. Храм Сергія Радонезького на Куликовому полі, побудований з ініціативи С. Д. Нечаєва.
У 1826 р. він був відряджений на допомогу графові А. Г. Строганову, якому доручено було розслідувати розкол в Пермській губернії. У 1827 р. Нечаєв був зарахований до Власної Його Величності канцелярії. Користуючись заступництвом князя A. М. Голіцина і рідного дядька своєї дружини князя П. С. Мещерського, колишнього Синодальним обер-прокурором, Нечаєв з 1 грудня 1828 був визначений за обер-прокурорський стіл Синоду і 6 квітня наступного року був призначений членом Колегії духовних училищ. З цього часу почалося його зближення з Московським митрополитом Філаретом.
У грудні 1831 р. йому надано чин дійсного статського радника, Нечаєв 2 квітня 1833 р. був призгачений, замість Мещерського, обер-прокурором Синоду і займав цю посаду до червня 1836 року. При ньому був приведений до ладу синодальний архів і введений державний контроль грошових сум у духовному відомстві. Також йому вдалося в ряді єпархій (Пензенської, Московської та ін.) Заснувати секретний жандармський нагляд за єпархіальним церковним управлінням. Коли в лютому 1836 року, він взяв відпустку і на тривалий час поїхав до Криму, до вмираючої дружини, в його відсутності позволило сильно не любившим Нечаєва Синодальним членам [2], за сприяння чиновника А. М. Муравйова, скласти доповідь, де Синод просив імператора «дати Нечаєву, як людині великих державних здібностей, інше, більш вагоме призначення, а обер-прокурором призначити графа Протасова». Прохання Синоду була задоволене: Нечаєв був переведений в таємні радники і призначений сенатором.
Обіймав різні почесні посади в багатьох благодійних установах Москви. У 1856 р. він отримав чин дійсного таємного радника, а 30 листопада наступного року вийшов через хворобу у відставку. За відгуком графа M. В. Толстого, Нечаєв був «вельми приємний і обов'язковий в зносинах з людьми сторонніми, бувальщина досить суворим і вимогливим начальником по службі».
В молодості Нечаєв займався літературою, надрукував у «Віснику Європи» М. М. Карамзіна, членом історичного гуртка якого він був, ряд статей про Куликовську битву, про знахідки старовинної зброї на землях свого маєтку. За його припущенням, легендарне Куликове поле, яке згадується в середньовічних джерелах, знаходилося саме на його володінні. Організував установку 30-метрової меморіальної колони-пам'ятника (1848—1850) і почав збір коштів на храм Сергія Радонезького. У своїй садибі Полібіно С. Д. Нечаєв розмістив колекцію антикваріату, тематично пов'язаного з Куликівською битвою.
Помер у своєму селі Сторожова Слобода Рязанської губернії і був похований поруч з дружиною в московському Новодівичому монастирі. Надгробки подружжя знесли в 1930-і роки.
Листи до С. Д. Нечаєва були передані сином Дмитром графу С. Д. Шереметєву.

## Родина
Дружина Софія Сергіївна Мальцова (1803—1836), дочки корнета Сергія Якимовича Мальцова.
- Дмитро Степанович (1829 — після 1857)
- Софія Степанівна (1830—1907), неодружена.
- Анна Степанівна (1831 — після 1857)
- Юрій Степанович (1834—1913), отримав у спадок майно свого рідного дядька І. С. Мальцова і став писатися як «Нечаєв-Мальцов».